# Barsingerhorn

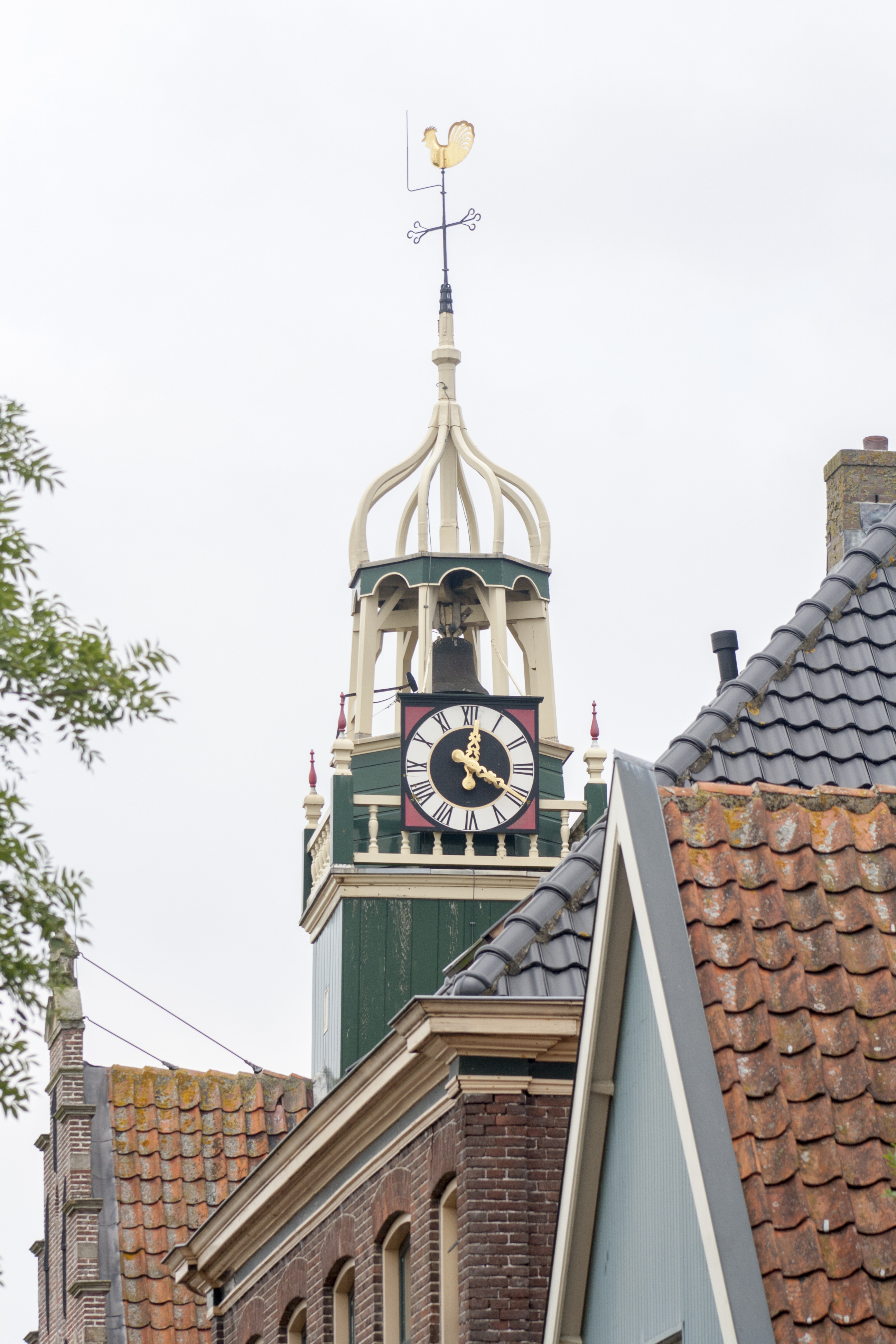
Barsingerhorn: la torre dell'ex-municipio

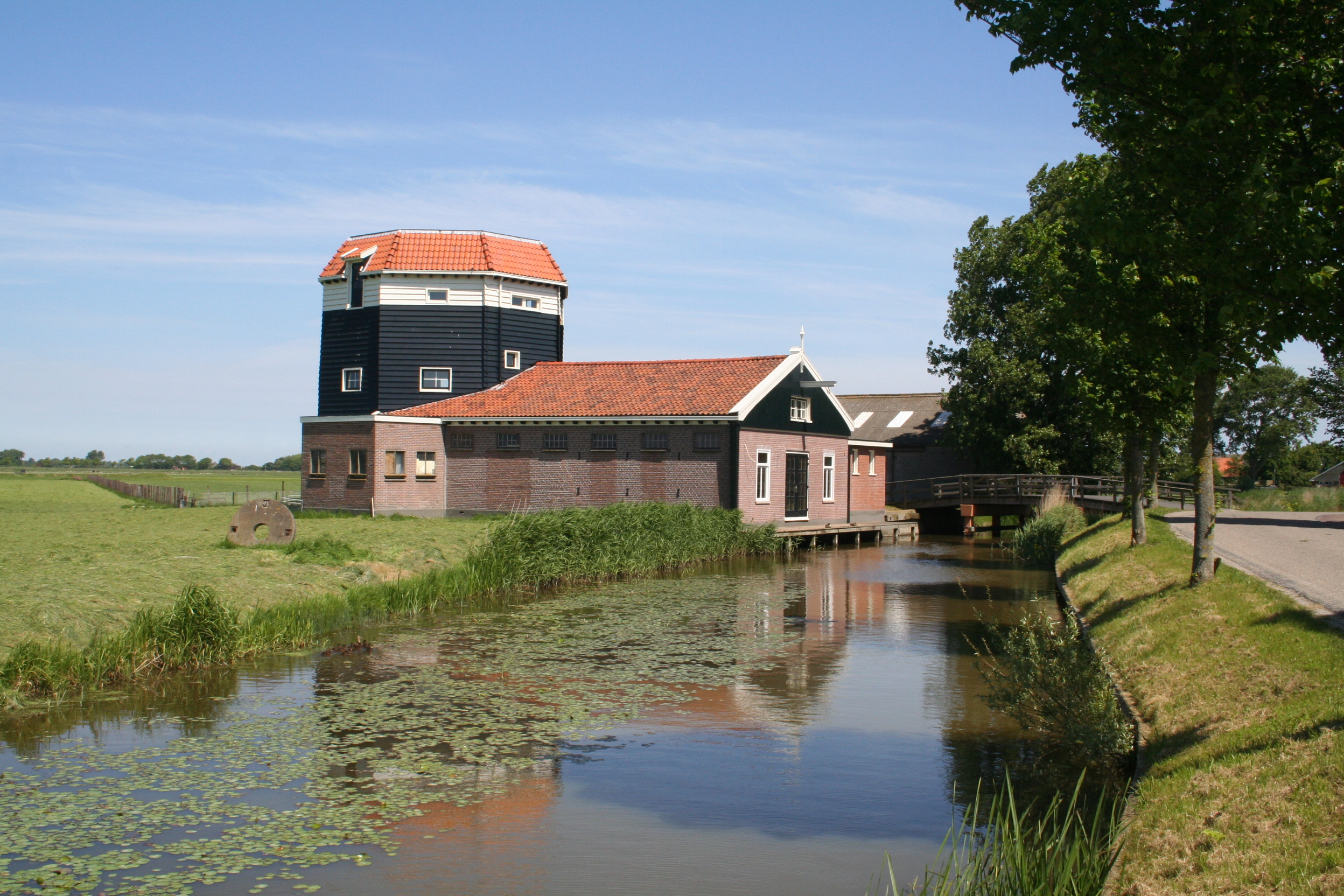
Edificio classificato come rijksmonument a Barsingerhorn

Barsingerhorn (in frisone occidentale: Barregórre) è un villaggio (dorp) di circa 700-800 abitanti del nord-ovest dei Paesi Bassi, facente parte della provincia dell'Olanda Settentrionale e situato nella regione della Frisia Occidentale. Dal punto di vista amministrativo, si tratta di un ex-comune, dal 1990 in parte accorpato alla municipalità di Niedorp, municipalità a sua volta inglobata nel 2012 nella municipalità di Hollands Kroon.

## Geografia fisica
Barsingerhorn si trova tra le località di Schagen e Kolhorn (rispettivamente ad est della prima e ad ovest della seconda).

## Origini del nome
Il toponimo Barsingerhorn, attestato anticamente come Bersincshorne (1289), Barsinghehorne (1343) e Bersingerhorn (1396), significa letteralmente "corno di Bersing".

## Storia

### Dalle origini ai giorni nostri
Nel 1415, Barsingerhorn ottenne, congiuntamente a Haringhuizen, lo status di città.
Nel 1818, il territorio comunale di Barsingerhorn inglobò in villaggi di Kolhorn e Haringhuizen.
Il 1º agosto 1970 il comune di Barsingerhorn inglobò anche la municipalità di Wieringerwaard.
Nel 1990, la municipalità di Barsingerhorn venne soppressa e parte di essa fu inglobata dal comune di Niedorp, mentre il territorio che comprendeva l'ex-municipalità di Wieringerwaard fu assorbito dal comune di Anna Paulowna.
Nel 2012 Barsingerhorn entrò a far parte della municipalità di Hollands Kroon.

### Simboli
Nello stemma di Barsingerhorn sono raffigurati degli scacchi bianchi e azzurri sul lato sinistro e due bastoni incrociati e un cigno in argento sul lato destro.
I due bastoni incrociati, che costituivano lo stemma originario del villaggio, derivano dallo stemma di Hodenpijl e Beieren, mentre il cigno deriva dallo stemma di Wieringerwaard.

## Monumenti e luoghi d'interesse
Barsingerhorn vanta 6 edifici classificati come rijksmonumenten.

### Architetture religiose

#### Hervormde Kerk
Principale edificio religioso di Barsingerhorn è la Chiesa protestante (Hervormde Kerk), risalente al 1968.

### Architetture civili

#### Ex-municipio
Tra gli edifici storici di Barsingehorn, figura l'ex-municipio, situato al nr. 150 della Heerenweg e risalente al 1622.

## Società

### Evoluzione demografica
Al censimento del 2018, Barsingerhorn contava una popolazione pari a 775 abitanti, di cui 395 erano donne e 380 erano uomini. La popolazione al di sotto dei 16 anni era pari a 160 unità, mentre la popolazione dai 65 anni in su era pari a 255 unità.
Il dato è rimasto invariato rispetto al 2017 e in lieve aumento rispetto al 2016, quando Barsingerhorn contava una popolazione pari a 770 abitanti (dato però in calo rispetto al 2015, quando la popolazione censita era pari a 785 unità).

## Geografia antropica

### Suddivisioni amministrative
Buurtschappen
- Kreil (in gran parte)
- Poolland (in gran parte)
- Tin (in gran parte)
- 't Wad (in parte)